# Louis Napoléon Eugène Jules Jean Espinasse
Louis Napoléon Eugène Jules Jean Espinasse, né à Paris le 21 décembre 1853 et décédé à Paris le 7 mars 1934, est un militaire français ayant commandé durant la Première Guerre mondiale.

## Biographie
Il est le fils du général Charles-Marie-Esprit Espinasse, qui fut ministre et sénateur sous le Second Empire, et de Marie Festugière.
Son père est tué à la bataille de Magenta en 1859 et il est alors élevé avec le fils de Napoléon III, le prince impérial  Louis-Napoléon, jusqu'à l'exil de la famille impériale en Angleterre en 1870. Il restera l'un de ses plus proches amis, et cet épisode explique ses prénoms. Rentré en France, il  entre à École spéciale militaire de Saint-Cyr le 24 octobre 1873, élève de 1re classe le 12 juin 1874, caporal le 1er septembre 1874, sergent le 7 décembre 1874,. Promotion de l'Archiduc Albert.
Il participe à deux campagnes d'Afrique entre 1885 et 1886, puis à une campagne en Tunisie en 1889 et trois campagnes en Algérie entre 1890 et 1897. Il est affecté à la division d'occupation du Tonkin et de l'Annam entre 1897 et 1899 puis au corps expéditionnaire de Chine entre 1900 et 1901. Il fait de nouveau quatre campagnes en Algérie entre 1903 et 1909.
Général de division d'infanterie, c'est le 20 juin 1914 qu'il est nommé commandant du 15e corps d'armée. Son corps d'armée est celui de la 15e région militaire composée de huit départements (Alpes-Maritimes, Alpes-de-Haute-Provence, Var, Vaucluse, Bouches-du-Rhône, Gard, Ardèche et Corse) et ayant pour chef-lieu Marseille où il réside. Il va bientôt avoir sous ses ordres 55 000 hommes dont 35 000 répartis entre deux divisions d'infanterie (29e de Nice et 30e d'Avignon et 20 000 appartenant aux unités de ses EOCA (éléments organiques de corps d'armée).
Il participe pendant la Première Guerre mondiale aux combats de Vassincourt, élément de victoire lors de la bataille de la Marne le 12 septembre 1914. Voulant épargner ses soldats massacrés par les mitrailleuses allemandes à Dieuze et Morhange, Espinasse est « limogé » par le propre responsable de cette défaite, le général Joffre, qui rejettera la responsabilité de cet échec sur les « aimables Méridionaux ».[à vérifier]
Sa carrière militaire est ainsi stoppée...

## Carrière

### Affectations
- 83e Régiment d'Infanterie entre 1875 et 1885
- 129e Régiment d'Infanterie entre 1885 et 1896
- 119e Régiment d'Infanterie en 1896
- 1e Régiment Étranger entre 1896 et 1899
- 7e Régiment d'Infanterie entre 1899 et 1900
- 54e Régiment d'Infanterie en 1900
- 138e Régiment d'Infanterie entre 1900 et 1902
- 120e Régiment d'Infanterie entre 1902 et 1903
- 3e Régiment de Zouaves entre 1903 et 1908
- 2e brigade d'infanterie entre 1908 et 1909
- 22e brigade d'infanterie en 1909
- 15e Corps d'Armée le 20 juin 1914
- Relevé du 15e Corps d'Armée le 31 octobre 1914
- Commande la zone Est du camp retranché de Paris à partir du 1er février 1915

### Grades
- Caporal le 29 août 1874
- Sergent le 7 décembre 1874
- Sous-lieutenant le 1er octobre 1875
- Lieutenant le 17 septembre 1880
- Capitaine le 29 décembre 1885
- Chef de bataillon le 24 décembre 1894
- Lieutenant-colonel 7 octobre 1899
- Colonel le 12 juillet 1903
- Général de brigade le 20 juin 1908
- Général de division le 23 septembre 1912
- Général de corps d'armée le 20 juin 1914

### Décorations
- Légion d'honneur[9]
  - Chevalier le 5 juillet 1893
  - Officier le 29 décembre 1900
  - Commandeur le 30 décembre 1909
- Officier du Nichan Iftikhar le 11 novembre 1889
- Officier de l'Ordre de Léopold de Belgique le 17 août 1901
- Médaille nationale commémorative de l'expédition de chine 1900-1901
- Commandeur de l'Ordre royal du Cambodge le 13 janvier 1902
- Médaille d'or de l'Ordre royal du Cambodge le 21 avril 1902
- Décoré de l'Ordre du Soleil Levant (4e Classe) le 4 novembre 1903